# Casper Crump

Casper Crump, né le 11 juillet 1977 à Copenhague, est un acteur danois. Il est notamment connu pour son rôle de Vandal Savage dans la série Legends of Tomorrow,, diffusé sur The CW Television Network.

## Filmographie

### Films
- 2004 : Familien Gregersen : invité de la fête
- 2009 : Over gaden under vandet : Dan
- 2012 : Sover Dolly på ryggen? : Rune
- 2012 : Talenttyven : Mark

- 2016 : Tarzan : Capitaine Kerchover
- 2016 : Undercover : Kuno

### Télévision
- 2009 : Livvagterne : Skuespilleren
- 2009 : 2900 Happiness : Bertel Boserup
- 2009 : Bienvenue à Larkroad : Jeppe E. Sonne
- 2009 : The Killing : Peter Lænkholm
- 2009-2011 : Kristian : Fonseca / Jacob
- 2011-2012 : Lykke : Sigurd
- 2013 : Tvillingerne & Julemanden : Anders Iversen
- 2015 : Flash : Vandal Savage
- 2015 : Arrow : Vandal Savage
- 2016 : Simon Talbots Sketch Show : Manager
- 2016 et 2019 : DC's Legends of Tomorrow : Vandal Savage

### Court-métrage
- 2013 : Helium : Enzo
- 2016 : Yisrael : Jacob